# Народное движение (Марокко)
Наро́дное движе́ние (араб. الحركة الشعبية‎, бербер. ⴰⵍⵃⴰⵔⴰⴽⴰ ⴰⵛⵛⴰⵄⴱⵉⵢⴰ, фр. Mouvement populaire) — правоцентристская политическая партия в Марокко, ориентированная на берберское население. Основана в 1957 году. На первых своих выборах 1963 года заняла первое место, но в дальнейшем ни разу не смогла повторить этот результат. В 1986 году в партии произошёл раскол, её основатель Маджуби Аэрдан был смещён с должности генерального секретаря, покинул партию и основал новую, которую назвал Национальное народное движение.

## Участие в парламентских выборах
Ниже приведены результаты участия партии в выборах в Палату представителей Марокко:
| Год выборов | Кол-во голосов | Место на выборах | % голосов | Количество мест | +/-  | Участие в правительстве |
| ----------- | -------------- | ---------------- | --------- | --------------- | ---- | ----------------------- |
| 1963        | 1 159 932      | 1                | 34,8      | 69 из 144       | -    | Да                      |
| 1970        | ?              | 2                | 25,0      | 60 из 240       | ▼ 9  | Нет                     |
| 1977        | 738 541        | 2                | 14,64     | 44 из 264       | ▼ 16 | Нет                     |
| 1984        | 695 020        | 3                | 15,54     | 47 из 301       | ▲ 3  | Нет                     |
| 1993        | 751 864        | 5                | 12,1      | 51 из 333       | ▲ 4  | Нет                     |
| 1997        | 659 331        | 4                | 10,3      | 40 из 325       | ▼ 11 | Нет                     |
| 2002        | 396 932        | 5                | 8,31      | 27 из 325       | ▼ 13 | Да                      |
| 2007        | 426 849        | 3                | 9,3       | 41 из 325       | ▲ 14 | Да                      |
| 2011        | 354 468        | 6                | 7,5       | 32 из 395       | ▼ 11 | Да                      |
| 2016        | 409 085        | 5                | 6,08      | 27 из 395       | ▼ 5  | Да                      |
| 2021        | 528 261        | 5                | 6,98      | 28 из 395       | ▲ 1  | Да                      |